# Jasenovo (Despotovac)
Pour les articles homonymes, voir Jasenovo.
Jasenovo (en serbe cyrillique : Јасеново, en vallaque Isânua) est un village de Serbie situé dans la municipalité de Despotovac, district de Pomoravlje. Au recensement de 2011, il comptait 952 habitants.

## Démographie

### Évolution historique de la population
| 1948  | 1953  | 1961  | 1971  | 1981  | 1991  | 2002 | 2011 |
| ----- | ----- | ----- | ----- | ----- | ----- | ---- | ---- |
| 1 646 | 1 706 | 1 786 | 1 782 | 1 814 | 1 747 | 882  | 952  |

|  |